# توماس بيرغر (كاتب)
توماس بيرغر (بالإنجليزية: Thomas Berger)  (و. 1924 – 2014 م) هو روائي، وكاتب سيناريو، وكاتب، وصحفي، وكاتب خيال علمي أمريكي، ولد في سينسيناتي، أوهايو، توفي في ناياك، عن عمر يناهز 90 عاماً.

## التعليم
تعلم في جامعة كولومبيا، وجامعة سينسيناتي.

## وصلات خارجية
- توماس بيرغر على موقع IMDb (الإنجليزية)
- توماس بيرغر على موقع الموسوعة البريطانية (الإنجليزية)
- توماس بيرغر على موقع إن إن دي بي (الإنجليزية)
- توماس بيرغر في قاعدة بيانات الأفلام على الإنترنت